# Мелиља
Мелиља (шп. Melilla) је шпански аутономни град и ексклава на медитеранској обали северне Африке.  Шпанији припада од 1497. Традиционално се сматрала делом Андалузије, а пре 1995. била је део провинције Малага. Подручје Мелиље има 20 km². Од 14. марта 1995. је аутономни град. Према статистичким подацима из 2006. има 63.670 становника.

## Политички статус
Мароко полаже право на Мелиљу и Сеуту и мала шпанска острва дуж обале Африке. Позива се на сличан територијални захтев Шпаније да добије британску колонију Гибралтар. Шпанска влада и становништво Сеуте и Мелиље одбијају марокански захтев. Наводе да поређење са Гибралтаром није одговарајуће. Сеута и Мелиља су по њима интегрални делови Шпаније, што није случај са Гибралтаром, који је крунска колонија и никад није био део територије Уједињеног Краљевства сем као колонија.

## Економија
Главни извор прихода су риболов и индустрија прераде рибе и морских плодова. Прекогранична трговина, легална и илегална представљају други значајан извор прихода. Мелиља је повезана са Шпанијом бродовима и авионима, а економски је повезана и са Мароком. Већину воћа и поврћа увози из Марока.

## Историја
Мелиља је најпре била феничанско насеље, а касније од Картагине. У доба Картагине, Мелиља је позната под именом Русадир. Касније је постала део римске провинције Мавретанија Тингитана. Мелиља је касније била под влашћу Вандала, Византије, Визигота и Мавара. Постала је шпанска 1497. године.
Шпанска територија око Мелиље одређивала се неколико пута уговорима са Мароком — 1859, 1860. и 1861. и 1894. У касном 19. веку, како се ширио шпански утицај, тако је Мелиља била једини овлаштени центар за трговину на обали Рифа. Значај трговине је растао. Највише се увозила козја кожа, јаја и восак, а извозио се чај, шећер, свеће и памучни производи. Шпанци су имали много проблема са околним племенима, посебно са независним берберским племенима, која једва да су признавала власт султана од Марока. Учестали су били и пиратски напади на шпанске бродове.
Рифски Бербери су 1893. напали Мелиљу и опседали су је. Тиме је започео Први рифски рат, који је трајао до априла 1894. године. Шпанија је морала да ангажује 25.000 војника. У рат се укључио и султан од Марока. Шпанија је победила, па је добила и залеђе Мелиље, а Мароко је морао да плаћа ратну одштету и имао је обавезу да пацифицира племена око Мелиље.
Други рифски рат избио је 1909. године. Две компаније под заштитом поглавара Рифа су 1908. започеле рад на рудницима олова и гвожђа на око 20 km од Мелиље. Градила се пруга према тим рудницима. Избила је побуна против поглавара Рифа и тада су нападнути рудници, који су остали затворени до јуна 1909. године. У јулу 1909. је убијено неколико пружних радника из Европе. Због тога је избио Други Рифски рат између Шпаније и Бербера. Шпанци су са 22.000 војника 1910. поново покорили племена Рифа и отворили руднике. Непријатељства су поново избила 1911. године. Абд-ел-Крим је Шпанцима нанео тежак пораз. Риф није био покорен све до 1927. Франсиско Франко је Мелиљу користио као одскочну даску одакле је започео побуну 1936. године.

## Становништво
Према процени, у граду је 2008. живело 71.448 становника.

| 2001.  | 2002.  |
| ------ | ------ |
| 56.600 | 66.411 |

## Друштво
Мелиља је важила за мултикултурно друштво. Хришћанска већина од 65% се стално смањује, а број муслимана се повећава и сад износи око 30%. Број Јевреја се такође стално смањује. Пред Други светски рат било је 20% Јевреја, а сад их има само 2%.

## Имиграција
Постоји значајан притисак афричких илегалних имиграната, који покушавају да уђу у Мелиљу, која је део Европске уније на тлу Африке, што представља посебан и веома озбиљан проблем како за Шпанију, тако и за Европску унију, како у правном, тако и у хуманитарном смислу, јер имигранти који успеју да стигну до границе су исцрпљени, изгладнели, дехидрирани и забрињавајућег здравственог стања који је последица исцрпљујућег вишедневног пута преко Сахаре.
На граници се налази шест метара висока дупла ограда са осматрачким торњевима. Посебна гранична полиција чува границу. Ипак имигранти успевају да илегално уђу у Мелиљу. Планира се ојачање границе детекционим справама, распршивачима сузавца, радарима, ноћним видео-камерама. Октобра 2005. око 700 миграната из субсахарске Африке покушало је да уђе у Мелиљу. На многе од њих је пуцала у леђа мароканска жандармерија. Амнести интернашонал (енгл. Amnesty international) је оптужио мароканску владу да је 500 илегалних имиграната послала у пустињу без хране и воде.